# أركاديوتس مالارز
اركاديوتس مالارز (19 يونيو 1980 في بولندا - ) هو لاعب كرة قدم بولندي في مركز حراسة المرمى. لعب مع أيل ليماسول وباناثينايكوس وبولونيا وارسو وسكودا زانثي وغوارديا وارسزاوا ولخ بوزنان وليغيا وارسو ونادي باناتشايكي ‏ وPanachaiki G.E. ‏ ورابطة وارسو ‏ ونادي لاريسا وŚwit Nowy Dwór Mazowiecki ‏ وAmica Wronki ‏ وGKS Bełchatów ‏ وأثنيكس أشنة ‏ وأوفي كريت.

## وصلات خارجية
- اركاديوتس مالارز على موقع قاعدة بيانات كرة القدم.إي يو (الإنجليزية)
- اركاديوتس مالارز على موقع Soccerway.com (الإنجليزية)
- اركاديوتس مالارز على موقع عالم كرة القدم.نت (الإنجليزية)
- اركاديوتس مالارز على موقع AS.com (الإسبانية)